# Enni Rukajärvi
Enni Rukajärvi, född 13 maj 1990 i Kuusamo, är en finländsk snowboardåkare.
Vid VM i snowboard 2011 i La Molina i Spanien vann Rukajärvi guld i slopestyle. Vid OS i Sotji 2014 tog hon Finlands första medalj i mästerskapet när hon tog silver i damernas slopestyletävling. Hon var även Finlands fanbärare vid spelens invigning.
I en blåsig slopestylefinal vid OS i Pyeongchang 2018 tog Rukajärvi brons i damernas slopestyle efter att ha missat och fallit i första åket.